# Grań

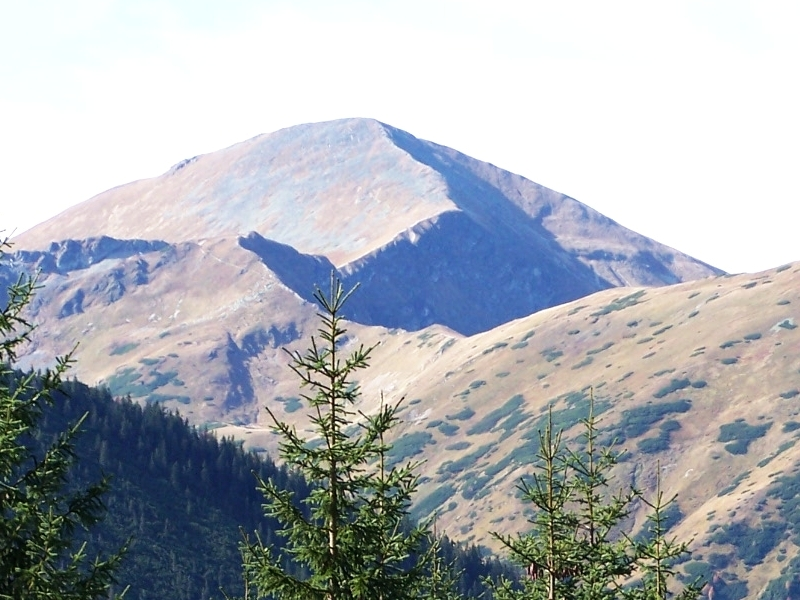
Grań Ornaku i Starorobociańskiego Wierchu w Tatrach. Widok znad Smreczyńskiego Stawu

Grań – zazwyczaj stromy, ostry i skalisty grzbiet górski, ostra krawędź utworzona przez stykające się zbocza lub ostra, często silnie poszarpana, szczytowa partia pasma lub grzbietu górskiego.

## Opis
Przykładem grani jest np. Rohacki Koń. Jednak grań może być również szeroka i trawiasta, jak np. grań Czerwonych Wierchów. Przez grań rozumie się też cały grzbiet pasma górskiego, na ogół skalisty, ale miejscami szeroki i trawiasty, jak np. grań Tatr Zachodnich, Bździochowa Grań itp.
Grań zazwyczaj stanowi odcinek łączący sąsiednie szczyty ze sobą. Ale granią nazywa się czasami także wybitne żebra skalne opadające ze szczytu ku dolinie i niełączące się z sąsiednim szczytem. W górach wyższych niż Tatry zdarzają się granie lodowe.